# Lopar
Lopar (ital. Loparo) ist eine Ortschaft auf der kroatischen Insel Rab in der Adria. Sie gehört zur Gespanschaft Primorje-Gorski kotar.
Der Ort hat seinen Namen nach der Marienkirche erhalten (sta Maria Neopari), die bereits im 16. Jahrhundert erwähnt wird. Am Kap Punta Zidine finden sich Mauerreste antiker Wehranlagen. Der Sage nach wurde der legendäre Gründer der Republik San Marino, der Steinmetz Marin, in Lopar geboren.
Der Ort hat 1107 Einwohner (Volkszählung 2021).
Im Ort befinden sich zwei Kirchen, die Kirche des Heiligen Johannes des Täufers und die Kirche der seligen Jungfrau Maria.
Das Dorf war ursprünglich von Landwirtschaft und Fischerei geprägt. Die Häuser der Einwohner stehen in der Regel gruppiert an den Hängen der Halbinsel. Bereits im 19. Jahrhundert war er der Ort durch seine Lage und Strände ein beliebter Badeort.

## Galerie

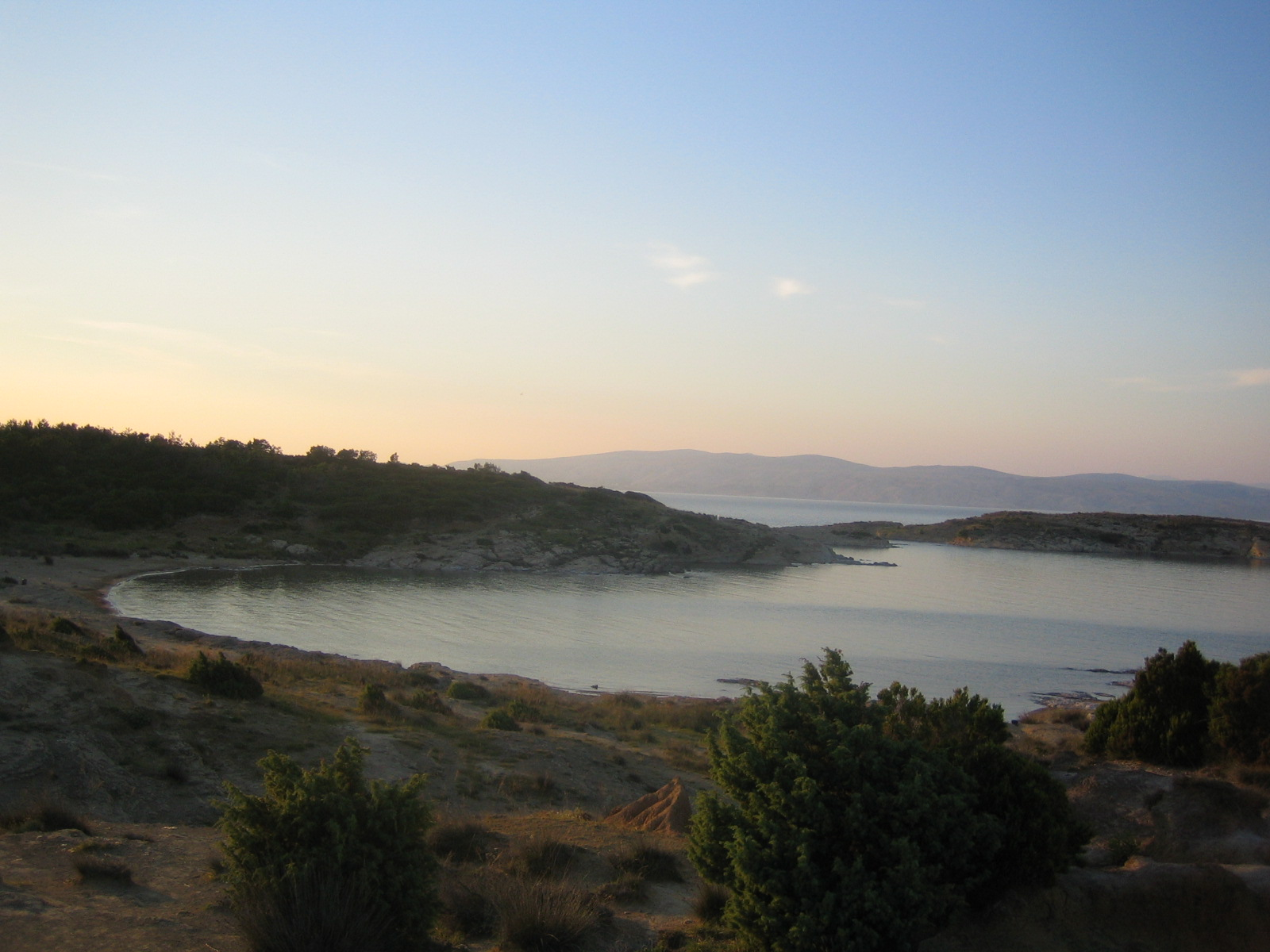
Bucht von Ciganka
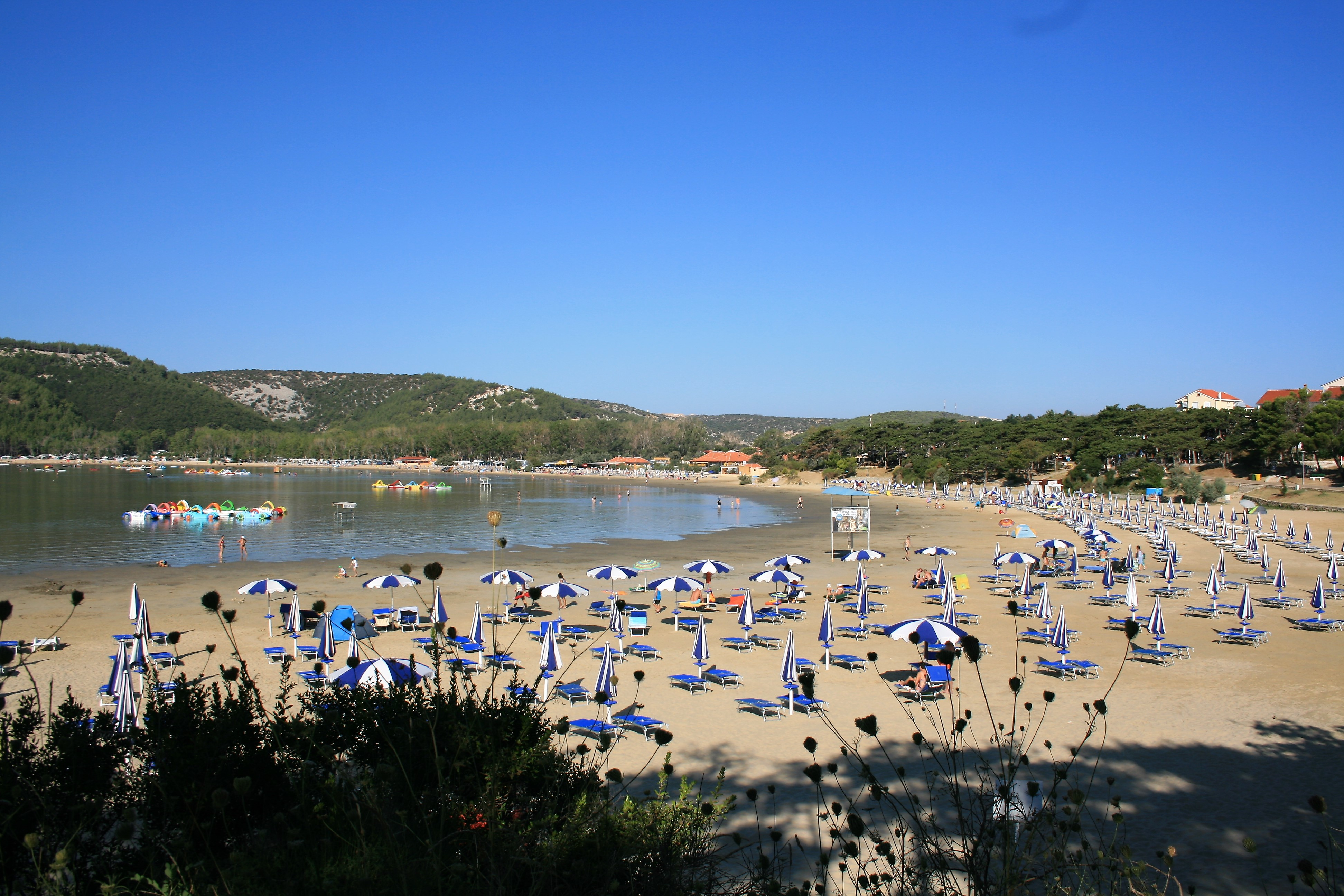
Paradiesstrand in Lopar